# Општина Чорогарла (Илфов)
Чорогарла (рум. Ciorogârla) општина је у Румунији у округу Илфов.
Oпштина се налази на надморској висини од 96 m.